# NewsRadio
NewsRadio är en amerikansk situationskomedi som sändes på TV-kanalen NBC 1995–1999. Serien handlar om redaktionen på en nyhetsradiostation i New York. I huvudrollerna ses Dave Foley, Stephen Root, Andy Dick, Maura Tierney, Vicki Lewis, Joe Rogan, Khandi Alexander, Jon Lovitz och Phil Hartman.

## Rollista i urval
- David "Dave" Nelson - Dave Foley
- Jimmy James - Stephen Root
- Evelyn William "Bill" McNeal - Phil Hartman
- Matthew Brock - Andy Dick
- Lisa Miller - Maura Tierney
- Beth - Vicki Lewis
- Joe Garrelli - Joe Rogan
- Catherine Duke - Khandi Alexander
- Max Louis - Jon Lovitz
- Walt - Brad Rowe
- Andrea - Lauren Graham
- Roger Edwards - Norm Macdonald